# Oko za oko (film, 1996)
Oko za oko (v anglickém originále Eye for an Eye) je americký kriminální thriller z roku 1996 od režiséra Johna Schlesingera. Scenáristická dvojice Amanda Silverová a Rick Jaffa adaptovala příběh stejnojmenné knihy Eriky Holzerové z roku 1993. Sally Fieldová ztvárnila hlavní roli Karen McCannové, která bere spravedlnost do vlastních rukou poté, co zůstal nepotrestán brutální vrah její dcery Robert Doob (Kiefer Sutherland). Film byl za účasti režiséra a hlavní představitelky uveden v únoru 1996 v sekci Panorama Berlínského filmového festivalu.
Hlavní hrdinka se v knize jmenovala Karen Newmanová. Autoři také provedli oproti předloze zjednodušení děje a sloučili nebo vynechali řadu postav. Oproti původním produkčním plánům, které počítaly s New Yorkem, nakonec probíhalo natáčení v Los Angeles.

## Postavy a obsazení
| Sally Fieldová       | Karen McCannová                                    |
| Ed Harris            | Mack McCann, manžel Karen                          |
| Kiefer Sutherland    | Robert Doob                                        |
| Olivia Burnette      | Julie McCannová, dcera Karen a Macka, Doobova oběť |
| Alexandra Kyle       | Megan McCannová, mladší dcera Karen a Macka        |
| Joe Mantegna         | detektiv seržant Denillo                           |
| Beverly D'Angelová   | Dolly Greenová                                     |
| Darrell Larson       | Peter Green                                        |
| Charlayne Woodardová | Angel Kosinsky                                     |
| Philip Baker Hall    | Sidney Hughes                                      |

## České uvedení
Společnost Hollywood Classic Entertainment uvedla v ČR film na VHS necelý rok po premiéře, od 19. února 1997. Od podzimu 2002 zde vyšel i na DVD. Dne 24. února 2007 (a znovu o rok později) jej uvedla Česká televize na programu ČT1. Původní dabing pro HCE režíroval Jiří Kodeš s překladem Giny Dolejšové. Karen McCannovou namluvila Ljuba Krbová, jejího manžela Pavel Soukup a Roberta Dooba Bohdan Tůma.